# میزبانی وب
میزبانی وب یا وب هاستینگ (به انگلیسی: Web Hosting) به مفهوم فراهم ساختن فضایی است که کاربر می‌تواند فایل‌های وبگاه خود را در آن قرار دهد.

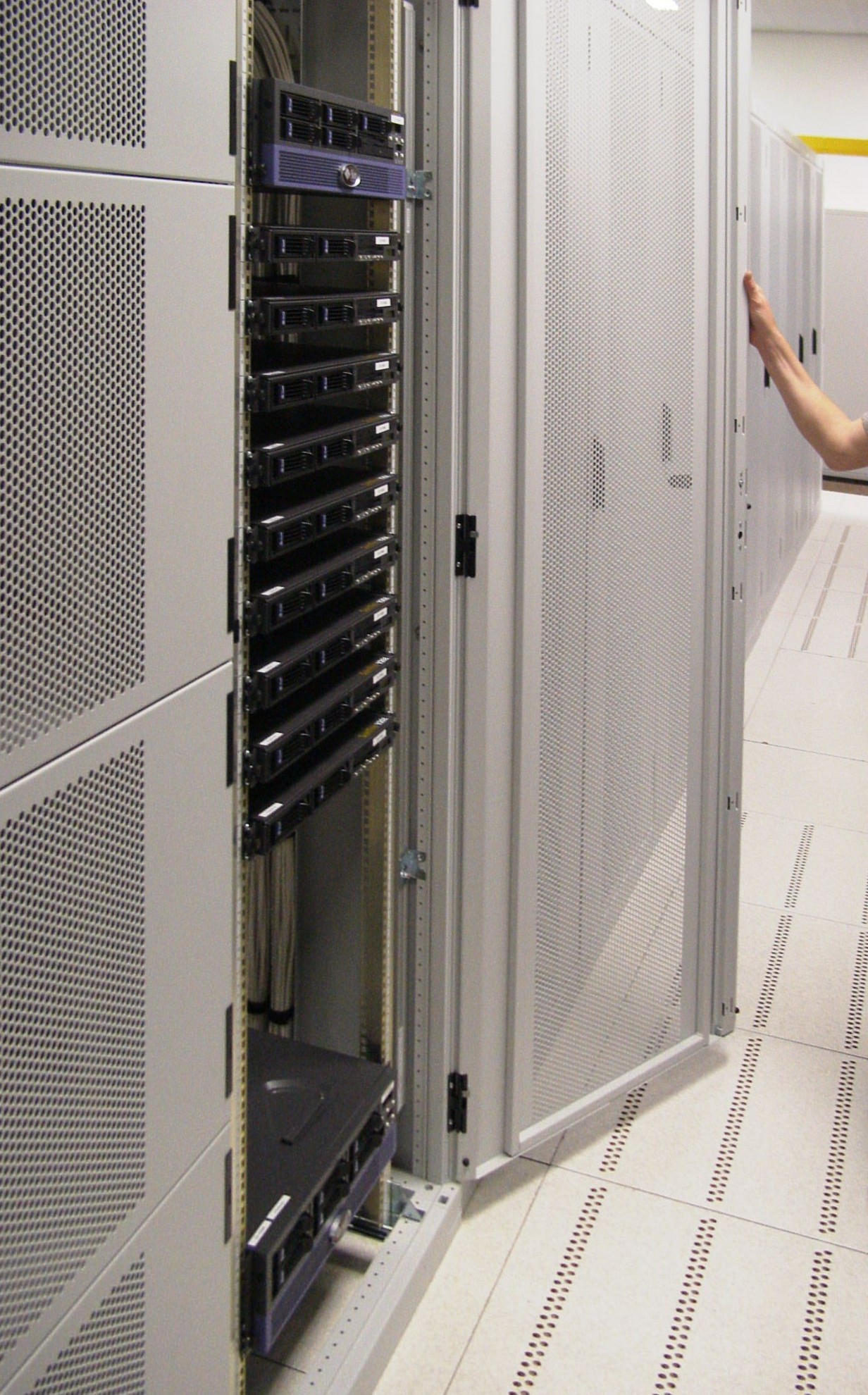
تعدادی سرور در یک مرکز داده

وبگاه‌ها از مجموعه‌ای از فایل های مختلف مانند تصاویر، متون و فایلهای برنامه‌نویسی شده به زبانهای مختلف و سایر اسناد مربوط تشکیل می‌شود که به منظوری خاص به شکلی با هم مرتبط شده‌اند. هر شخصی که نرم‌افزار های لازم و دسترسی به این فایلها را داشته باشد امکان بازدید از این سایت را دارد. حال برای اینکه همه مردم امکان دسترسی به فایلها را داشته باشند نیاز است تا فایل ها در کامپیوتری قرار گیرند که همواره به اینترنت پرسرعت متصل است به این کامپیوترها «سرویس دهنده» یا «سرور» می‌گویند.
اما این سرورها باید امکانات دیگری نیز داشته باشد از آن جمله می‌توان به موارد زیر اشاره کرد:
- در صورتی که حجم قابل توجهی از بازدیدکننده به سایت مراجعه کنند امکان پاسخگویی به همه آن‌ها را داشته باشد. بنابراین نیاز است تا یک کامپیوتر قدرتمند از لحاظ مشخصات قطعات داخلی باشد.
- نرم‌افزارهای لازم برای اجرای انواع فایل ها از لحاظ نوع برنامه‌نویسی را داشته باشد.
- نرم‌افزارهای مورد نیاز برای مدیریت بخشهای مختلف سایت و پست الکترونیک و… را در اختیار صاحبان وب سایت ها قرار دهد.

هر کامپیوتری می‌تواند یک سرور باشد اما از آنجا که هزینه‌های مورد نیاز برای فراهم کردن تجهیزات و نرم‌افزارهای لازم یا نیروی پشتیبانی برای صاحبان همه وبگاه‌ها به صرفه نیست لذا شرکتهایی این مسئولیت را می‌پذیرند و با فراهم آوردن لوازم کار در سطح وسیع بخشی از فضای دیسک سخت سرورهای خود را به صورت اجاره‌ای در اختیار متقاضیان قرار می‌دهند. به این شرکت‌ها که خدمات میزبانی وب یا هاستینگ ارائه می‌کنند در اصطلاح «میزبان» یا «هاست» می‌گویند.
سرویسهای میزبانی وب بر اساس نوع سیستم‌عاملی که بر روی سرورها نصب می‌باشد و طبیعتاً نرم‌افزار ها و فایل هایی را که پشتیبانی می‌کنند شاخه بندی می‌شوند. مانند هاست ویندوز یا هاست لینوکس و…

## ویژگی‌ها
سرویسهای میزبانی مشخصاتی را نیز به همراه دارند که نشان دهنده کیفیت و امکانات آن‌ها می‌باشد. از آن جمله می‌توان به موارد زیر اشاره کرد:
حجم دیسک
حجم دیسک (به انگلیسی: Disc space) به مقدار فضایی گفته می‌شود که شرکت میزبان از دیسک سخت سرورهای خود در اختیار شما قرار می‌دهد این فضا از چند مگابایت تا چند گیگابایت براساس نیاز متفاوت است. مجموع حجم فایلهای ارسالی به سرور اجاره‌کننده باید کمتر یا مساوی با فضای اجاره شده باشد. (البته این میزان فضا در اکثر سرویس دهنده‌ها در هر زمان قابل تغییر می‌باشد).
محدودیت انتقال داده‌ها
محدودیت و میزان انتقال داده‌ها (به انگلیسی: Data Transfer) که به آن ترافیک ماهیانه نیز گفته می‌شود میزان تبادل اطلاعات با کامپیوتر میزبان را مشخص می‌کند. به این معنی که میزان مجموع حجم فایلهای دریافت شده یا ارسال شده به فضای اجاره شده به صورت ماهیانه مشخص می‌شود و نباید از آن حجم بیشتر باشد. نکته: در نظر داشته باشد هر بار که سایت توسط یک بازدیدکننده باز می‌شود مقداری اطلاعات و فایل بین سرور میزبان و کامپیوتر بازدیدکننده تبادل می‌شود بنابراین تعداد بازدید از یک سایت اگر بالا باشد به نسبت نوع فایلهای استفاده شده در سایت، می‌تواند حجم قابل توجهی از اطلاعات تبادل شود.
تعداد دامنه‌هایی که امکان ایجاد آن‌ها بر روی یک فضای اجاره‌ای وجود دارد، تعداد بانک‌ها اطلاعاتی و نوع و حجم آن‌ها یا نوع پست الکترونیک و تعداد آن‌ها و چند مورد دیگر مشخص‌کننده کیفیت سرویسهای میزبانی و شرکت‌های میزبان هستند.
مالکان و مدیران سایتها براساس نیاز خود انتخاب می‌کنند.

## انواع خدمات میزبانی وب
خدمات میزبانی وب معمولاً به موارد زیر تقسیم‌بندی می‌شوند:

### میزبانی اشتراکی
در میزبانی وب معمولاً شرکت‌های ارائه دهنده این خدمات یک سرور تهیه می‌کنند و توسط کنترل‌پنل‌ها امکانات و فضای آن را بین مشتریان خود تقسیم‌بندی می‌کنند، که به این خدمات میزبانی اشتراکی یا (به انگلیسی: Shared Hosting) گفته می‌شود.

#### ویندوز
منظور از خدمات ویندوز و در اصطلاح هاست ویندوز مربوط به سرور آن است که معمولاً ویندوز سرور می‌باشد. تفاوت اصلی بین هاست ویندوز و سایر خدمات میزبانی وب، پشتیبانی کردن این سرورها از زبان‌های ASP و ASP.NET و همچنین بانک اطلاعاتی MSSQL می‌باشد. البته هاست‌های ویندوز به علت نیاز به خرید لایسنس ویندوز سرور از مایکروسافت هزینه بالاتری نسبت به هاست لینوکس دارند. معمولاً برای سرورهای ویندوز از کنترل‌پنل‌های پلسک، هلم، وب سایت پنل و میزبانی وب (هاستینگ) کنترولر استفاده می‌شود.

#### لینوکس
منظور از خدمات هُست لینوکس و در اصطلاح هُست لینوکس مربوط به سرورهای لینوکس است. سرورهای لینوکس از محبوبت خاصی برخوردار هستند که مهمترین عامل آن کد باز بودن و رایگان بودن آن است. هُست لینوکس بیشتر برای استفاده از زبان PHP و همچنین بانک اطلاعتی MySql است.
معمولاً برای هُست‌های لینوکس از کنترل‌پنل‌های سی‌پنل، دایرکت ادمین، پلسک و کلوکزو استفاده می‌شود.

#### فضای رایگان
البته وبگاه‌هایی هستند که در قبال ارائه خدمات میزبانی وب از مشترک خود هزینه‌ای دریافت نمی‌کنند؛ که به هُست رایگان شهرت دارند، که اکثراً با قرار دادن تبلیغات اجباری هزینه‌های رایانه سرور را تأمین می‌کنند.

### نمایندهٔ فروش
نماینده فروش خدمات میزبانی وب (به انگلیسی: reseller) این اجازه را به مشتریان می‌دهد تا خود به عنوان فروشنده خدمات میزبانی اقدام نمایند و به کسب درآمد بپردازند.
اغلب نمایندگان فروش فضایی را از یک ارائه دهندهٔ میزبانی وب (هاستینگ) خریداری می‌نمایند و به‌وسیلهٔٔ کنترل‌پنل هاست آن را بین مشتریان خود تقسیم می‌کنند.

### سرور مجازی
نوشتار اصلی: سرور مجازی
سرور مجازی یک نوع سرور اینترنتی است که به وسیله نرم‌افزارهای مخصوصی از یک سرور قوی تر ایجاد می‌شود.
ویژگی اصلی و برتر سرور مجازی نسبت به هُست اشتراکی، محدود و اختصاصی بودن میزان حافظه و سایر امکانات عمده‌است که به مانند هُست اشتراکی بین چندین مشترک تقسیم نمی‌شود، به‌طوری‌که از لحاظ ظاهری سرور مجازی تفاوت چندانی با سرور اختصاصی ندارد.

### رایانش ابری
پلت فرم جدید از میزبانی وب می‌باشد که به مشتریان این اجازه را می‌دهد که از خدمات میزبانی وب قدرتمند و قابل اعتماد بر روی خوشه سرورهای متعادل شده بر اساس میزان پرداخت وجه استفاده کنند.

### خوشه میزبان
شامل چند وب سرور با محتوای یکسان است تا از منابع بهره‌برداری بیشتری شود. خوشه میزبان یک راه حل مناسب برای دسترسی بالا به سرور اختصاصی می‌باشد. در میزبانی به صورت خوشه ممکن است سرویس پایگاه داده (به انگلیسی: database) از وب سرورها جدا شوند، که این امر باعث افزایش سرعت پردازش داده بر روی وب سرور اصلی خواهد شد.

### میزبان شبکه‌ای
این شکل از توزیع میزبانی وب زمانی که چند گروه از سرویس دهنده‌های خوشه‌ای مانند شبکه‌ای که شامل چند گره است گفته می‌شود.

## کنترل پنل
شرکت‌های ارائه‌دهنده خدمات میزبانی وب برای مشتریان خود کنترل پنلی ارائه می‌دهند تا مشترکان بتواند فضای میزبانی خود را کنترل و مدیریت کند که در کنار کنترل فضای میزبانی این کنترل پنل‌ها خدماتی از قبیل پارک دامنه، ایجاد زیر دامنه، ساخت و مدیریت پایگاه‌داده، کنترل آمار وبگاه و مدیریت پست الکترونیک نیز قرار دارد.
از جمله کنترل‌پنل‌های پرکاربرد و مشهور:
- سی‌پنل (به انگلیسی: Cpanel):محبوب‌ترین کنترل‌پنل میزبانی وب می‌باشد که برای سرورهای لینوکس استفاده می‌شود، اما اخیراً با شدت گرفتن تحریم‌ها علیه ایران به محض شناسایی دامنه‌های ایرانی این کنترل پنل خدمات خود را قطع می‌کند و به اصطلاح لایسنس خود بر روی ان سرور را باطل می‌کند.
- پلسک (به انگلیسی: Plesk):یکی دیگر از کنترل‌پنل‌های مشهور می‌باشد که هم بر روی ویندوز و هم بر روی لینوکس قابل استفاده‌است، که با وجود سی‌پنل این کنترل پنل بیتشر برای سرورهای ویندوز استفاده می‌شود
- دایرکت ادمین (به انگلیسی: Direct Admin):کنترل پنلی ساده‌تر نسبت به دو کنترل پنل بالا است و هزینه لایسنس آن نیز نسبت به سی‌پنل و پلسک کمتر می‌باشد. این کنترل‌پنل بعد از آغاز تحریم‌ها علیه ایران در بین شرکت‌های خدمات میزبانی وب بیشتر مورد توجه قرار گرفته‌است. همچنین دایرکت ادمین برای افراد مبتدی و افراد حرفه ای بسیار مناسب است
- ال‌اکس‌ادمین (به انگلیسی: LXAdmin):این کنترل پنل قیمت بسیار اندکی دارد و بیشتر در سرورهای لینوکس استفاده می‌شود.
- هلم (به انگلیسی: Helm): این کنترل پنل برای سرورهای ویندوز است.
- وب سایت پنل (به انگلیسی: websitepanel): این کنترل پنل برای سرورهای ویندوز است که رایگان بوده و توسط شرکت میکروسافت حمایت می‌شود.